# جامعة ولاية أوريغون
جامعة ولاية أوريغون (بالإنجليزية: Oregon State University)‏ جامعة ذات تعليم مختلط، وبحوث عامة، تقع في كورفاليس، أوريغون، الولايات المتحدة الأمريكية, الجامعة تقدم البكالوريوس والماجستير والدكتوراه, وعدد كبير من الفرص البحثية، وهناك أكثر من 200 درجة علمية لبرامج تقدمها الجامعة، وتتألف البرامج التي تقدمها جامعة ولاية أوريغون من الهندسة النووية، وعلم البيئة، وعلم الحراج، والصحة العامة، والكيمياء الحيوية، وعلم الحيوان، وعلم البحار ، وعلم الأغذية والصيدلة, وكل هذه البرامج معترف بها وطنياً وعالمياً.
في السنوات الأخيرة نمت برامج الجامعة الأدبية بشكل ملحوظ، وقد حضر إلى الجامعة أكثر من 200,000 شخص منذ تأسسها، مؤسسة Carnegie Foundation تصنف جامعة ولاية أوريغون من أفضل الجامعات في النشاط البحثي، كما أن الجامعة تتلقى الدعم من جميع الجهات لأجل البحوث سنوياً، كما يتبع الجامعة معهد لتعليم اللغة الإنجليزية وهو معهد إنتو.

## مجتمع كورفاليس
مدينة كورفاليس بطبيعة الحال هي مدينة دراسية، يغلب على سكانها الطلاب الذين يدرسون في الجامعة، ويغلب عليهم السكان البيض، وفيها عدد من الطلاب الدوليين المقيمين للدراسة في الجامعة كذلك.

## الطقس حول الجامعة
يغلب على جو المدينة الجو المعتدل المائل للبرودة، ويتميز جوها بالأمطار المستمرة والمسطحات الخضراء الشاسعة، نادراً ما تتساقط الثلوج في كرفاليس، لذا يعتبر الجو الجامعي مميز للغاية، وطقس ولاية أوريغون بالعموم يفضله المجتمع الأمريكي على طقس الكثير من ولايات أمريكا.